# Río San Pedro (Venezuela)
Der Fluss Río San Pedro entspringt in einem inneren Zweig des Gebirges Cordillera de la Costa westlich der Gemeinde San Pedro im venezolanischen Bundesstaat Miranda im Pico El Arado auf einer Höhe von 2050 Metern, etwa 30 Kilometer südwestlich von Caracas. Der Ort, an dem der Fluss entspringt, heißt Soledad, und der besagte Gebirgszug bildet die Wasserscheide zwischen dem Río San Pedro und dem Oberlauf des Río Tuy. Das Einzugsgebiet des Río San Pedro liegt innerhalb der Grenzen des Nationalparks Macarao zusammen mit dem Einzugsgebiet des Río Macarao, mit dem er westlich von Caracas in der Gemeinde Las Adjuntas zusammenfließt, um den Río Guaire entstehen zu lassen.

## Toponymie
Der Fluss Río San Pedro hat seinen Namen von der Stadt San Pedro de los Altos im Bundesstaat Miranda, durch die der Fluss fließt.

## Geschichte
Das Dorf und das Gebiet von San Pedro de Los Altos stellten vor allem im 19. und frühen 20. Jahrhundert eine gewisse Bedeutung dar, da die Wasserstraße, die in der Gegend existierte, der einzige Verbindungsweg zwischen dem Valle de Caracas und den Tälern im Bundesstaat Aragua war.